# Старорусское (платформа)
Старорусское — остановочный пункт Сахалинского региона Дальневосточной железной дороги. Назван по одноимённому селу.

## История
Платформа открыта в 1911 году в составе пускового участка Южно-Сахалинск — Долинск.

## Деятельность
Пассажирское сообщение по платформе представлено  дизельными поездами, курсирующими ежедневно по маршруту Южно-Сахалинск — Томари  2 раза в сутки.
Грузовые операции по платформе не предусмотрены.

## Изображения
- В Сторону Южно-Сахалинска
- В сторону Ногликов